# Los despiadados (película de 1967)
Los despiadados es una película coproducción italo-española dirigida en 1967 por Sergio Corbucci y  que por su temática recuerda sospechosamente a Río Conchos (1964). Spaghetti western de bajo presupuesto, cuenta con la presencia de un Joseph Cotten en las postrimerías de su larga carrera interpretando al personaje principal de la película. 

## Sinopsis
Corre el año 1865, la Guerra de Secesión ha terminado pero no para Jonas, un despiadado coronel confederado. Jonas continúa su lucha particular, con la idea de reorganizar tropas confederadas con el botín que saquea en los caminos. El pequeño grupo que viaja con él son una mujer llamada Kitty que se hace pasar por viuda, y los tres hijos de él. Viajan por un territorio poco seguro, por eso llevan el dinero robado en el interior de un féretro, que supuestamente contiene el cadáver de su hijo. Sin embargo, durante el camino se enfrentan a graves problemas: las peleas entre ellos mismos, las sucesivas amenazas de los soldados de la Unión, los líos con un grupo de vaqueros y los problemas con una tribu guerrera india. Ellos tienen la esperanza de que la guerra entre los estados comience de nuevo, pero al final serán exterminados.